# 塞蓋拉省
7°58′N 6°40′W / 7.967°N 6.667°W

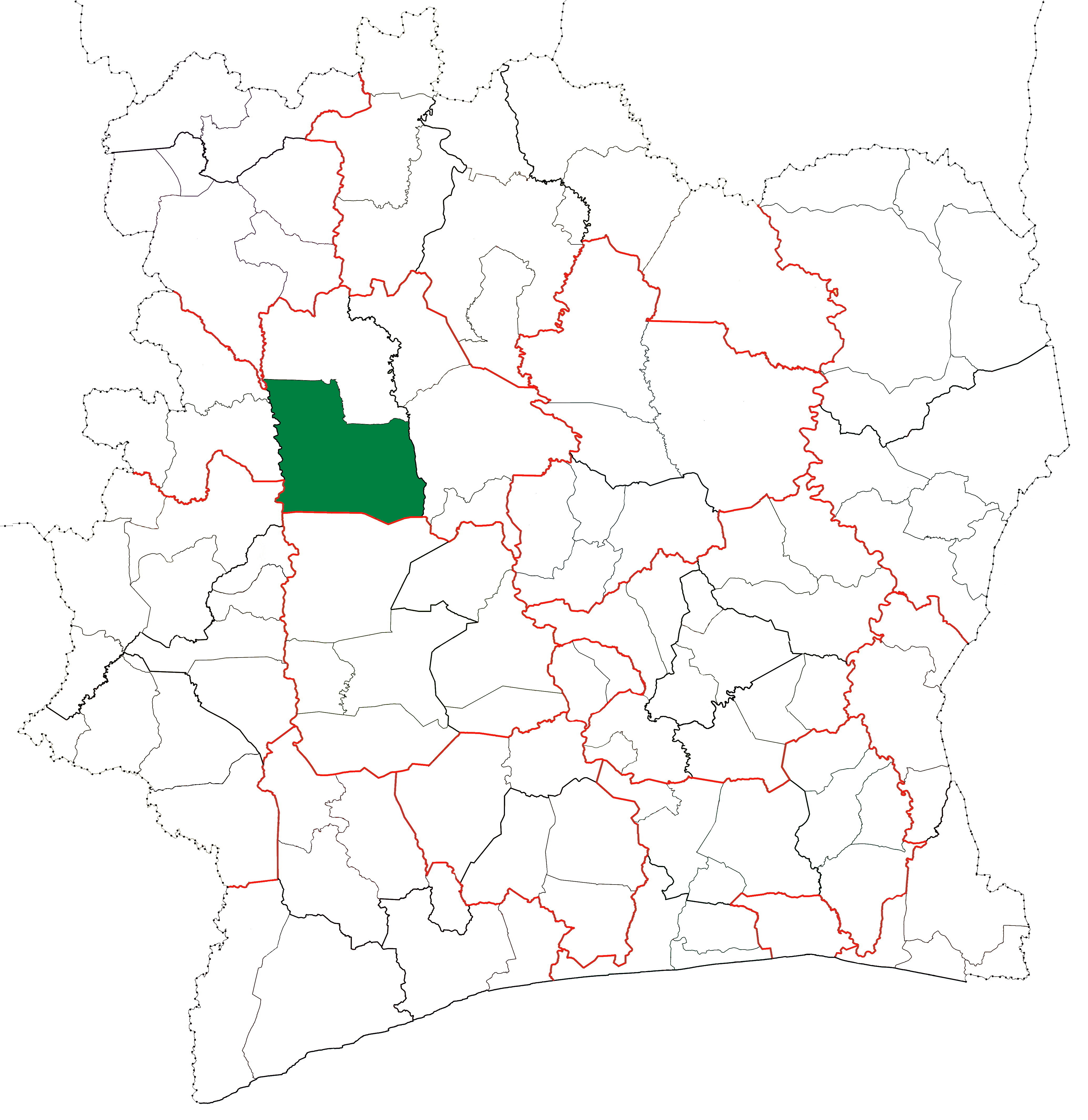

塞蓋拉省（Séguéla Department），是科特迪瓦的省份，位於該國西部沃羅巴區，由沃羅杜古區負責管轄，首府設於塞蓋拉，北面是卡尼省，成立於1969年，2014年人口198,445。